# Рокко Рама
Рокко Рама (англ. Rocko Rama) — головний герой американського мультсеріалу «Сучасне Роккове життя» створеного Джо Мюрреєм.

## Створення та розвиток

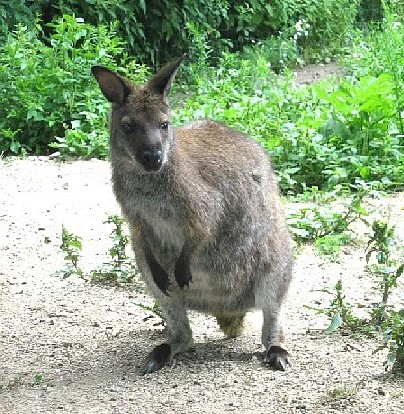

Рокко вперше з'явився в так і не випущеному коміксі, під назвою «Тревіс». Джо Мюррей, творець «Сучасного Роккового життя», вважав що особистість валлабі підходить Роко після того, як він спостерігав, що валлабі в зоопарку «займався своїми справами», а слони та мавпи «кричали, щоб привернути увагу». Після події Мюррей сказав, що «в мені щось начебто клацнуло. Рокко опиниться в центрі урагану всього, що обертається навколо нього. Він буде схожий на кожну людину, на яку вплинули драматичні особистості навколо нього».
Мюррей хотів розмістити свій комікс. Після цього Мюррей вніс суттєві зміни в Рокко. Він додав, що особистість валлабі відображає скромність Рокко та його схильність тримати свої розчарування при собі замість того, щоб публічно скаржитися на них.
У оригінальній пілотній версії Сучасного Роккового життя аніматори пофарбували Рокко в жовтий колір замість світло-бежевого. За місяць до того, як перший епізод було подано до анімаційної студії в Південній Кореї, Мюррей змінив колір, коли компанія іграшок, яка бажала виготовляти плюшеві Рокко, відмовилася ліцензувати персонажа, посилаючись на те, що Рокко дуже схожий на жовтого персонажа, використаного в одному з фільмів, вже наявного продукту компанії. Мюррей боровся за зміни разом із керівниками Nickelodeon; зрештою керівники наполягли на зміні кольору, тож Мюррей змінив колір на бежевий і йому не сподобався вибір. На своєму сайті Джо сказав: «Він завжди був для мене жовтим». Мюррей сказав, що пізніше компанія відмовилася від зобов’язань і не створювала плюшеві іграшки що зробило зміну кольору марною.
Мюррей пройшов прослуховування Карлоса Алазракі в Сан-Франциско і вибрав його як актора голосу для Рокко. Джефф «Свомпі» Марш, автор розкадрування, описує голос Алазракі для Роко як «не зовсім точний австралійський акцент»; за словами Марша, команда використовувала голос, як Алазракі використовував голос для пілота.

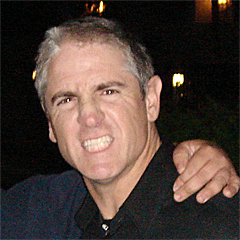
Карлос Алазракі озвучує Рокко

Дизайн Рокко змінювався в міру розвитку його персонажа. Мюррей сказав, що версія, розміщена в пропозиції, була «набагато вільнішою та ближчою до мого незалежного стилю анімації». У міру розвитку серіалу він коригував дизайн Рокко від епізоду до епізоду, щоб бути більш «дружнім до обсягу» та «зручним для аніматора» За словами Мюррея, коли він створював незалежні фільми та пілот «Сучасне Роккове життя», він створював усі схеми персонажів у своєму розумі, а інші аніматори використовували їх на практиці, Мюррей описав Рокко як найскладнішого персонажа для малювання, і тому він вирішив скоригувати дизайн свого персонажа, щоб допомогти закордонним аніматорам. він і режисери продовжували «швидко малювати» персонажа, змінюючи дизайн «природним чином», зменшуючи «жертвовий, параноїдний» аспект і надавши персонажу «щасливої особистості».
За словами Джорджа Маестрі, Рокко не має прізвища, тому що сценаристи так і не змогли придумати прізвище, яке б їм подобалося. У концептуальному ескізі Мюррей назвав персонажа «Рокко Рама». Сценаристи вживали прізвище «Stretchbrain», оскільки мозок персонажа виривався з його голови під час «дивних моментів». Сценаристи відмовилися від цієї ідеї, залишивши персонажа мононімним. Деякі вебсайти, зокрема Hot Topic, дають йому прізвище «Уоллабі» та друге ім’я «Джеймс». У перших двох випусках Marvel Comics серії «Сучасне Роккове життя» до нього звертаються «містер Рокко».

## Характер
У ранньому профілі персонажа, представленому в мережі, Мюррей описав Рокко як «молодого антропоморфного Вуді Аллена, який щойно переїхав зі свого дому в сюрреалістичний світ дорослих». Виріс в Австралії, Рокко пізніше емігрував до вигаданого міста О-Таун після закінчення середньої школи. Мюррей припускає, що зацікавлення Рокко Сполученими Штатами почалося з відпустки з родиною в юності; під час подорожі познайомився зі своїм другом Філбертом. Мюррей дозволяв режисерам створювати невідповідності, відображаючи, як друзі мають різні та різноманітні ностальгічні спогади про минуле. Наприклад, в епізоді «Put to Pasture» сценаристи зображують Рокко, Філберта та Геффера як учнів середньої школи О-Таун. Мюррей отримав багато листів від фанатів щодо невідповідностей сюжету.
У епізоді «Trash-O-Madness» сімейна фотографія Рокко зображена з матір’ю, батьком і молодшим братом. «Wimp On the Barby» знову показує сім’ю Рокко, показуючи, що його молодший брат є сестрою. Мюррей створив нарколептичну старшу сестру на ім’я Магдалина «Меггі» в епізоді «Прокинься Меггі» про неї, але вирішив ніколи не показувати цей епізод і ніколи не використовувати персонажа. Магдалина була створена як мати з двома дітьми.
Незважаючи на особисту гігієну, Рокко має майже патологічну схильність нехтувати своїм життєвим простором; У деяких епізодах, наприклад «Незбалансоване навантаження», Рокко намагається виправити серйозні несправності або помилки в обслуговуванні. Вебсайт Nickelodeon South East Asia описує Рокко як «загалом дуже ввічливого та іноді сором’язливого», але провокація може змусити Рокко стати «рішучим і сильним». Джин Прескотт з The Sun Herald описав Рокко як «пухнасту маленьку зірку валлабі», яка намагається «робити те, що правильно», і віддана своєму другові Гефферу та собаці Хороброму. Прескотт назвав персонажа "привабливим". Рецензент Common Sense Media Андреа Грем, чий огляд опубліковано на Go.com, описує Рокко як «параноїка та одержимого чистотою», і що спочатку він сприймає своїх сусідів як «гучних і брудних». Грем описує Рокко як людину, яка визнає недоліки своїх сусідів але і бачить у них позитивні якості.

### Кар'єра
Протягом усього телесеріалу Рокко любить колекціонувати комікси та працює касиром у місцевому магазині коміксів під назвою «Книгарня коміксів», який належить містеру Смітті та продає в основному комікси про «Дуже, дуже здорового дядька», поки він не залишиться без роботи в Прилипанні. Рокко працював у Mega Lot-o Comics, що належить голові Конглом-О, містеру Дюпетту, босу Еда Головатого. У телевізійному шоу його інші роботи включають тату-майстра, помічника сантехніка, телефонного оператора, тестувальника продукції в Конглом-О, водія евакуатора, моделі нижньої білизни та художника-мультиплікатора для програми «Психоїдло». В офіційному коміксі Рокко працює дилером коміксів у випуску №7 «Conned Again», працюючи на «Humongo Con».

### Друзі та сусіди
Найкращі друзі Рокко — Геффер Вовк, бичок, який багато їсть, якого усиновила та виховала родина вовків, і Філберт, черепаха в окулярах із невротичними манерами Вуді Аллена, яку часто нудить. Сусідами Рокко є Ед, з яким він частково конкурує, і Бев Головаті. Бев вважає Рокко дуже милим сусідом. Він і його пес Хоробрий, який часто їсть сусідські кущі, є джерелом постійного роздратування Еда. В епізоді «Сліди гальмування» водійські права Рокко показують, що Рокко та Головаті живуть на "Boogie Blvd."

### Кохання і життя
У ранніх концептуальних ескізах Мюррей зазначив, що Рокко сильно закоханий у персонажа на ім'я "Мелба Тост". Рокко виявляє цю рису в першому сезоні, закоханий у невидимого персонажа, доки не дізнається, що у Мелби є серйозний хлопець на ім'я Дейв у серії «Закоханий». Відтоді про Мелбу згадували лише раз.
У наступних епізодах Рокко закохується в інших персонажів. У серії «ЦБ» Рокко змагався за увагу гарненької поштової дівчини-кенгуру, яка щодня приходить до його дверей; він пише їй любовну записку, яку він надто боїться надіслати, тому Геффер робить це замість нього. Рокко не вдається забрати листа, і складається враження, що листоноша воліла б піти з Геффером. Це виявляється жартом з боку пошти, і вона насправді відповідає почуттям Рокко. У епізоді «Кенгуру на коліщатах» Рокко вчиться кататися на роликах, щоб справити враження на Шейлу, дівчину яка тусується на катку, і починає ревнувати, коли вона натякає, що її приваблює Геффер. Зрештою він перемагає, врятувавши життя Гефферу. У «Бачу Лондон, бачу Францію» Рокко намагається завоювати Клодетт, яка виявилася його подругою по листуванню з Парижа, але її більше цікавить Геффер.

## Відеоігри
Рокко — головний ігровий персонаж у Rocko's Modern Life: Spunky's Dangerous Day, а також у версії для консолей Nicktoons: Attack of the Toybots, персонаж у Microsoft Nickelodeon 3D Movie Maker, а Рокко та Геффер з’являються епізодично в одному з екранів завантаження в Nicktoons MLB. Рокко та Геффер — персонажі веб-браузерної гри Super Brawl Universe, а також гонщики Nickelodeon Kart Racers 2: Grand Prix. Роко також з’являється як ігровий персонаж у Nickelodeon All-Star Brawl, Nickelodeon Kart Racers 3: Slime Speedway та ексклюзивній грі Apple Arcade Nickelodeon Extreme Tennis.